# Том Трбојевић
Томас Питер Трбојевић (енгл. Thomas Peter Trbojevic; 2. октобар 1996), познат и под надимком Томи Турбо, аустралски је рагбиста српскога порекла, који тренутно игра рагби 13 за Менли Воринго Си иглсе у НРЛ-у на позицији аријера.

## Биографија
Родио се у држави Нови Јужни Велс. Има три брата Луку, Џејка и Бена. 
Као дечак, Томислав је поред рагбија, вежбао и аустралијски фудбал, играо је за Сиднеј свонсе. 
У школи му је добро ишла математика. Студирао је економију и финансије. 

### Рагби 13 каријера
Игра у дијагонали, на више позиција. Играо је фулбека, крило или центра. 
У млађим категоријама наступао је за Мона Вејл џуниорсе. 
Професионалну каријеру започео је 2015. у тиму Менли Воринго си иглси, за који и даље наступа, јер није мењао клубове током досадашње каријере. Томислав је до сада одиграо 152 утакмице за Менли Воринго Си иглсе, забележио 113 асистенција, забио 105 есеја и постигао укупно 420 поена.
Био је део златне генерације Кангароса, освојио је Светски куп са Аустралијом 2017. Играо је у утакмицама против Француске и Либана. Играо је и у Купу пацифичких нација за Аустралију против Новог Зеланда и Тонге у октобру 2018. када је постигао два есеја. 
2018. 2019. 2021. и 2023. је играо за Нови Јужни Велс у Стејт оф ориџин. На десет утакмица, забио је девет есеја.  
Због брзине, Томислав је добио надимак "Турбо Тома". 
Нажалост, током каријере често је повређивао зглоб. 2022. доживео је дислокацију рамена током утакмице против Парамата илса, због чега је био на лечењу у Америци. 
- 2015. - 9 утакмица, 8 есеја, 32 поена
- 2016. - 23 утакмице, 10 есеја, 11 асистенција, 40 поена
- 2017. - 23 утакмице, 12 есеја, 19 асистенција, 48 поена
- 2018. - 22 утакмице, 9 есеја, 14 асистенција, 36 поена
- 2019. - 12 утакмица, 5 есеја, 8 асистенција, 20 поена
- 2020. - 7 утакмица, 4 есеја, 7 асистенција, 16 поена
- 2021. - 18 утакмица, 28 есеја, 28 асистенција, 112 поена
- 2022. - 7 утакмица, 2 есеја, 3 асистенције, 8 поена
- 2023. - 11 утакмица, 10 есеја, 6 асистенција, 40 поена
- 2024. - 20 утакмица, 17 есеја, 17 асистенција, 68 поена